# Amberg (condado de Marinette, Wisconsin)
Amberg es un pueblo ubicado en el condado de Marinette en el estado estadounidense de Wisconsin. En el censo de 2010 tenía una población de 726 habitantes y una densidad poblacional de 3,86 personas por km².

## Geografía
Amberg se encuentra ubicado en las coordenadas 45°30′14″N 87°55′51″O / 45.50389, -87.93083. Según la Oficina del Censo de los Estados Unidos, Amberg tiene una superficie total de 188.31 km², de la cual 185.08 km² corresponden a tierra firme y (1.72 %) 3.23 km² es agua.

## Demografía
Según el censo de 2010, había 726 personas residiendo en Amberg. La densidad de población era de 3,86 hab./km². De los 726 habitantes, Amberg estaba compuesto por un 96.69 % de blancos, un 0.28 % de afroamericanos, un 1.52 % de amerindios, un 0.28 % de asiáticos, un 0 % de isleños del Pacífico, un 0.96 % de otras razas y un 0.28 % de pertenecientes a dos o más razas. Del total de la población el 1.52 % eran hispanos o latinos de cualquier raza.